# سیارک ۸۰۵۱
سیارک ۸۰۵۱ (به انگلیسی: 8051 Pistoria، نامگذاری:1997PP4) هشت هزار و پنجاه و یکمین سیارک کشف شده‌است که در ۱۳ اوت ۱۹۹۷ کشف شد.
قدر مطلق سیارک برابر ۱۵٫۰۰ است.